# Janet Aitken
Janet Macdonald Aitken (1873 – 1941) foi uma pintora de retratos e paisagens escocesa. Ela foi descrita por Jude Burkhauser como sendo "uma das principais defensoras do Estilo de Glasgow".

## Biografia
Aitken nasceu em Glasgow, onde seu pai, Robert Thomson Aitken, era um tipógrafo e litógrafo comercial bem conceituado. Entre 1887 e 1902, ela estudou na Escola de Arte de Glasgow antes de continuar seus estudos em Paris na Academia Colarossi. Ao retornar a Glasgow, depois de passar um tempo na Espanha, ela passou a fazer parte do círculo de artistas associados a Charles Rennie Mackintosh, e membro do grupo informal de artistas conhecido como "Os Imortais", entre os quais estavam Agnes Raeburn, Margaret Macdonald Mackintosh, Jessie Newbery, Ruby Pickering, Katharine Cameron, Jessie Keppie e Frances McNair. Aitken também se tornou um dos principais membros da Sociedade das Mulheres Artistas de Glasgow, onde recebeu o Prêmio Lauder em 1928 e 1937. Aitken também trabalhava com metalurgia e era membro da Scottish Guild of Handicraft.
Aitken costumava pintar cenas urbanas e vistas de edifícios antigos, trabalhando tanto com óleo quanto com aquarela. Vários de seus esboços em preto e branco de cenas das ruas de Glasgow foram reproduzidos como cartões postais. Ela era uma expositora regular e prolífica da Academia Real Escocesa, do Instituto de Belas Artes de Glasgow e, no início da década de 1930, da Sociedade de Artistas de Aberdeen, onde exibia principalmente retratos. 
Em 1930, a Beaux Arts Gallery acolheu uma exposição de cerca de 40 de suas paisagens. Uma exposição em sua memória e a Kate Wylie e Elma Story foi realizada pela Sociedade das Mulheres Artistas de Glasgow em 1942.